# Csengcsou–Hszücsou nagysebességű vasútvonal
A Csengcsou–Hszücsou nagysebességű vasútvonal (郑徐高速铁路) egy 362 km hosszú kétvágányú, 25 kV 50 Hz-cel villamosított nagysebességű vasútvonal Kínában Csengcsou és Hszücsou között. A vonalon az engedélyezett sebesség 350 km/h, melyet egyelőre még 300 km/h sebességre csökkentettek. Az építkezés költsége 48,62 milliárd jüan. Ezzel a vonallal Kína nagysebességű vasúthálózatának hossza meghaladta a 20 ezer km-et.
A vasútvonal része a Hszücsou–Lancsou nagysebességű vasútvonalnak, folytatása a Csengcsou–Hszian nagysebességű vasútvonal. 2016. szeptember 10-én nyílt meg.